# Zwergloch

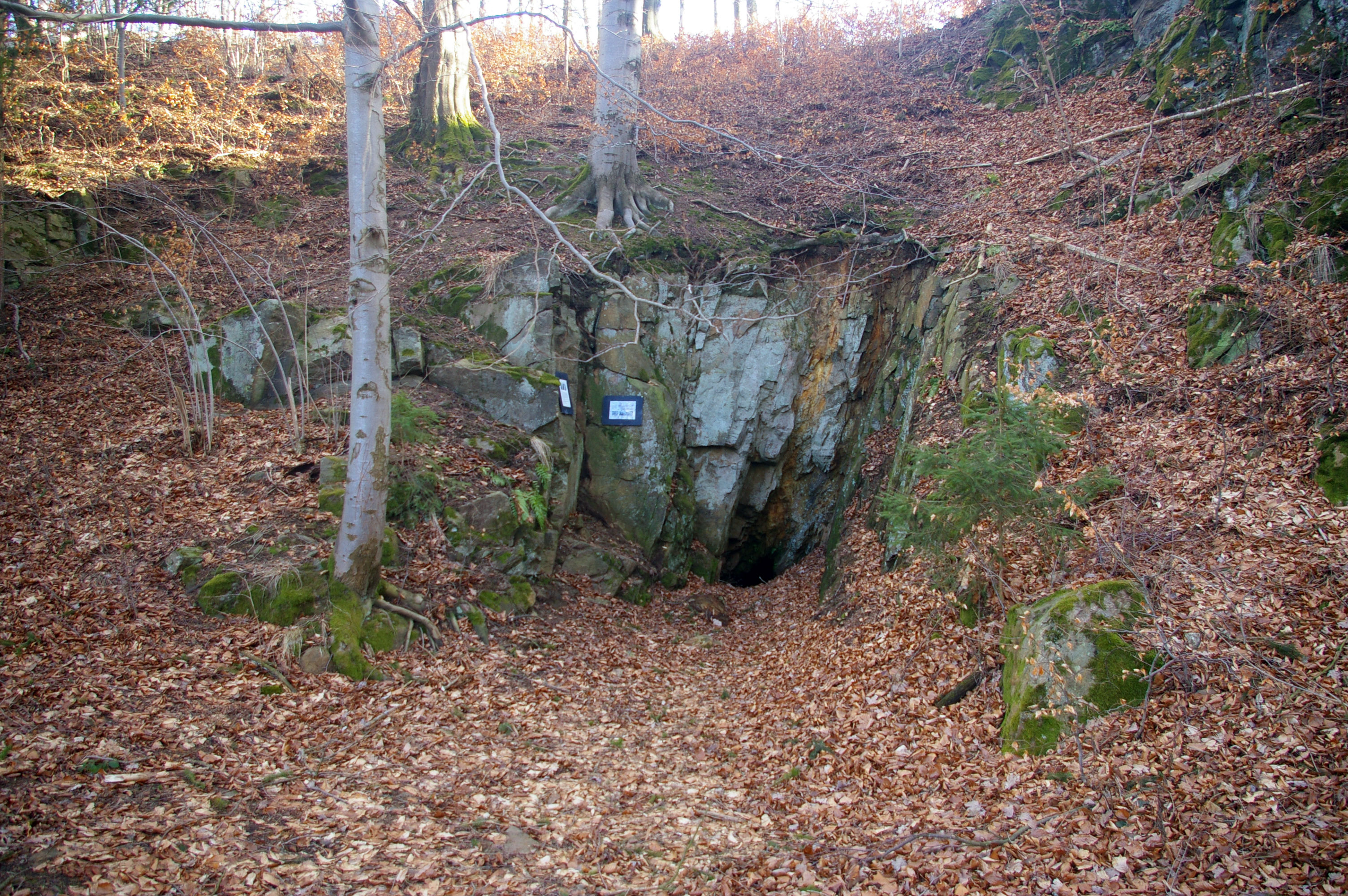
Vstup do štoly Zwergloch

Zwergloch (též Trpasličí sloj) byla pokusná štola na hrázi rybníka Trpaslík na Smrčenském potoce, u obce Hybrálec, v okrese Jihlava. Speleologický průzkum štoly prováděl ZO ČSS Cunicunulus Jihlava.
Štola se nachází v bývalém starohorském pásmu, která bylo nejdelším žilným pásmem jihlavského rudního revíru a dosahovalo délky až 2,5 km. Doly, nacházející se v tomto pásmu, bývaly zřejmě dost hluboké, jak nám dokládá smlouva o odvodňování dolů z roku 1315, kterou uzavřeli starohorští havíři s Jindřichem Rothärmelem, za což měli platit 2 hřivny stříbra týdně. Zwergloch byl v provozu zřejmě ještě okolo roku 1550.
Ražení štoly probíhalo v nezrudnělé žíle v úpatí rulové skalky. Její celková délka je 16,5 m a výška až 3 m. Ještě v současné době jsou na stropě viditelné stopy po hornickém želízku. Štolu zakončuje rozšířená prostora o délce 6,5 m, šířce 3 m a výšce asi 5 m. Kaverna štoly má zatopené dno, jinak je suchá.

## Štoly v okolí
Zwergloch není jediným pozůstatkem po dobývání stříbrné rudy, ať už z období středověku nebo při pokusech o obnovení v 16. až 18. století, na Jihlavsku. Další taková místa můžeme najít v okolí Jihlavy, Starých Hor, Hybrálce (např. štoly Einfalt, sv. Alberta či sv. Jana Nepomuckého), na vrchu Rudný a při jeho úpatí, u Bukovna, Pístova, Hruškových Dvorů, Helenína, Malého Beranova (např. štola sv. Jiří, doly Boží pomoci), Kosova, Vílance, Sasova, Rančířova (např. Postřibřovací štola a Štola V Ráji) a Třeště. Ojedinělou památkou svého druhu na území bývalého jihlavského rudního revíru jsou stopy po hornickém hrádku u Vyskytné nad Jihlavou.